# Arawa Waka
Das Arawa Waka, manchmal auch Te Arawa Waka oder nur Te Arawa genannt, war in der Mythologie der Māori eines der Kanus (Waka), das entsprechend mündlicher Überlieferungen 1350 von Hawaiki kommend Neuseeland erreicht haben soll.

## Namensherkunft
Der Name arawa soll den Überlieferungen nach der Name eines mystischen Haifischs gewesen sein, der das Boot beschützte und das Kanu ihm zu Ehren arawa genannt wurde.

## Geschichte
Der Anführer des Arawa Waka soll Tama-te-kapua gewesen sein, der nach einer kriegerischen Auseinandersetzung um Nahrungsressourcen mit dem Stamm von Uenuku, als einziger den Kampf überlebte und mit Mitgliedern seines Stammes mit dem Arawa Waka floh. Doch zuvor kidnappte er Whakaoterangi, die schöne Frau von Ruaeo, einem prominenten Mann des Stammes und nötigte Ngatoroirangi (Ngātoro) des Tainui Waka mit ihm als Navigator zu fahren. Neuseeland erreicht, ging Tama-te-kapua zuerst bei Ratanui nahe Cape Runaway an Land, segelte aber dann nordwärts weiter, passierten Whakaari / White Island und Cape Colville am Hauraki Gulf, um dann an der Coromandel Peninsula nahe der Moehau Range an Land zu gehen und dort zu siedeln. Andere Quellen geben an, dass das Kanu letztendlich in Maketū Harbour in der Bay of Plenty an Land ging und die Crew dort siedelte.

## Iwi-Abstammung vom Arawa Waka
- Ngāti Pikiao
- Ngāti Rangiteaorere
- Ngāti Rangitihi
- Ngāti Rangiwewehi
- Tapuika
- Tarāwhai
- Tūhourangi
- Uenuku-Kōpako
- Waitaha
- Ngāti Whakaue
- Ngāti Tahu-Ngāti Whaoa